# Красная Поляна (Ленинский район)
Кра́сная Поля́на (до 1945 года Ке́зы, также Кёзы; укр. Красна Поляна, крымскотат. Kez, Кез) — исчезнувшее село в Ленинском районе Республики Крым, располагавшееся на севере района, на склоне балки Кезинская, примерно в 3,5 км к югу от современного села Курортное.

## История
Кез впервые встречается на карте 1836 года, на которой в деревне 3 двора, на карте 1842 года — обозначенное условным знаком «малая деревня», то есть, менее 5 дворов и на трёхверстовой карте Шуберта 1865 года (на карте, с корректурой 1876 года селения уже нет).
Вновь, в доступных источниках, селение встречается а верстовой карте Крыма 1896 года, где в селении обозначено 15 дворов с русским населением. В «…Памятной книжке Таврической губернии на 1902 год»в деревне Кезы, входившей в Ново-Александровское сельское общество Сарайминской волости Феодосийского уезда, числилось 153 жителя, домохозяйств не имеющих. По Статистическому справочнику Таврической губернии. Ч.II-я. Статистический очерк, выпуск пятый Феодосийский уезд, 1915 год, в деревне Кезы Сарайминской волости Феодосийского уезда числилось 24 двора (все дворы с землёй) с русским населением в количестве 144 человека только «посторонних» жителей, из которых 76 мужчин и 68 женщин. Жители владели 1836 десятинами удобной земли. В хозяйствах имелось 105 лошадей, 172 вола, 118 коров и 75 голов овец, свиней, или коз.
После установления в Крыму Советской власти, по постановлению Крымревкома, 25 декабря 1920 года из Феодосийского уезда был выделен Керченский (степной) уезд, а, постановлением ревкома № 206 «Об изменении административных границ» от 8 января 1921 года была упразднена волостная система и в составе Керченского уезда был создан Керченский район в который вошло село (в 1922 году уезды получили название округов. 11 октября 1923 года, согласно постановлению ВЦИК, в административное деление Крымской АССР были внесены изменения, в результате которых округа были отменены и основной административной единицей стал Керченский район в который вошло село. Согласно Списку населённых пунктов Крымской АССР по Всесоюзной переписи 17 декабря 1926 года, в селе Кезы, центре Кезского сельсовета Керченского района, числилось 50 дворов, из них 43 крестьянских, население составляло 268 человек, из них 102 русских и 166 украинцев, действовала русская школа I ступени (пятилетка). Постановлением ВЦИК «О реорганизации сети районов Крымской АССР» от 30 октября 1930 года (по другим сведениям 15 сентября 1931 года) Керченский район упразднили и село включили в состав Ленинского, а, с образованием в 1935 году Маяк-Салынского района (переименованного 14 декабря 1944 года в Приморский) — в состав нового района. На подробной карте РККА Керченского полуострова 1941 года в селе отмечено 44 двора.
После освобождения Крыма от фашистов, 12 августа 1944 года было принято постановление № ГОКО-6372с «О переселении колхозников в районы Крыма» и в сентябре того же года в район приехали первые новоселы 204 семьи из Тамбовской области, а в начале 1950-х годов последовала вторая волна переселенцев из различных областей Украины. Указом Президиума Верховного Совета РСФСР от 21 августа 1945 года Кезы были переименованы в Красную Поляну и Кезенский сельсовет — в Краснополянский. С 25 июня 1946 года селение в составе Крымской области РСФСР. Ликвидировано, судя по доступным источникам, в связи с созданием Багеровского полигона до 1954 года, поскольку в списках упразднённых после этой даты сёл не значится.

## Экономика
В районе с античных времен велась добыча камня-известняка. В конце XIX — первой половине XX действовали Кезинские каменоломни.